# Bitwa pod Memfis (667 p.n.e.)
Bitwa pod Memfis rozegrała się pomiędzy wojskami egipskimi i asyryjskimi w 667 p.n.e. podczas pierwszej kampanii Asyryjczyków do Egiptu na początku panowania Aszurbanipala. Zakończyła się klęską Taharki, który ostatecznie stracił szansę na odzyskanie tronu faraonów i został zmuszony do wycofania się do Górnego Egiptu i Nubii.
Przebieg kampanii Aszurbanipal przedstawił w swojej kronice:

Tarqû, król Kusz, który w Memfis usłyszał, że zbliża się moja armia, poprowadził swoje wojska do bitwy na otwartym polu. Pod opieką Aszura, Sina i wielkich bogów, moich panów, którzy stoją po mojej stronie, pokonali ich w otwartej bitwie. Wycięli mieczem oddziały, w których pokładał swoją wiarę.

Strach i przerażenie spadły na niego i oszalał. Opuścił Memfis, swoje królewskie miasto, któremu ufał, i wsiadł na statek, by ocalić swoje życie. Opuścił swój obóz, uciekł sam i wszedł do miasta Ni.